# هامادا ماساتوشي
هامادا ماساتوشي هو ممثل كوميدي ياباني وأحد أعضاء الثنائي داون تاون الذي يلعب فيه هامادا دور التسوكمي. شارك في عدد من الأفلام وكذلك في فرقة موسيقية .

## اقرأ أيضا
- المنزاي
- داون تاون نو غاكي نو تسوكاي يا أراهيندي

## روابط خارجية
- هامادا ماساتوشي على موقع IMDb (الإنجليزية)
- هامادا ماساتوشي على موقع ميوزك برينز (الإنجليزية)
- هامادا ماساتوشي على موقع قاعدة بيانات الفيلم (الإنجليزية)